# Ignacy Kordysz
Ignacy Kordysz herbu własnego (zm. 1788) – pisarz ziemski bracławski w 1773 roku, łowczy bracławski w 1772 roku, wojski większy bracławski w 1769 roku.
Poseł i sędzia sejmowy na sejmie 1776 roku z województwa bracławskiego. Poseł bracławski na sejm 1780 roku, wybrany sędzią sejmowym.